# تاتار علیا (روستای باستانی)
روستای تاتار علیا مربوط به هزاره ۱- است و در شهرستان رامیان، بخش مرکزی، روستای تاتار علیا (منجوان) واقع شده و این اثر در تاریخ ۳۰ تیر ۱۳۸۴ با شمارهٔ ثبت ۱۲۲۵۲ به‌عنوان یکی از آثار ملی ایران به ثبت رسیده است.